# Нараянсвами, Палгхат
Палгхат Колленгоде Вишванатан Нараянасвами (малаял. കൊല്ലങ്കോട് വിശ്വനാഥ നാരായണസ്വാമി; 15 ноября 1923, Палаккад, Британская Индия — 1 апреля 2002, Ченнаи) — индийский певец классического стиля, один из лучших вокалистов карнатической музыки XX века, композитор, музыкальный педагог.

## Биография
Родился в семье потомственных музыкантов из Палгхата (ныне штат Керала). Учился у Арьякуди Рамануджи Айенгара. В 1965 году выступал в Лондоне на Международном фестивале искусств стран Содружества наций и на Эдинбургском фестивале, с 1970-х годов — в разных странах Западной Европы и в США (Голливуд-боул).
Искусство певца отличается мастерским исполнением крити (песни восхваления) Тьягараджи, С. Тирунала, Р. С. Айенгара на санскрите, телугу и тамили. С годами развил свой собственный уникальный стиль. Строгий классицизм и безукоризненное пение — вот некоторые из очевидных граней его музыки. В его обширный репертуар входили песни всех жанров, языков и композиторов разных эпох.
С 1962 года преподавал пение в Центральном колледже карнатической музыки в Мадрасе. В 1965—1967 годах преподавал в университете Уэсли в Мидлтауне, США.

## Награды
- 1976 — премия Падма Шри
- 1976 — премия академии Сангит Натак
- 1986 — Madras Music Academy’s Sangita Kalanidhi Award
- 1989 — The Fine Arts Society’s Sangeetha Kalasikhamani award
- Стипендиат Фулбрайта и приглашенный профессор Калифорнийского университета в Сан-Диего, 1984—1985.